# Lovsångsteam
Ett lovsångsteam är ett band som leder lovsång och tillbedjan i den moderna kristna kyrkan, främst inom frikyrkan.

## Funktion
Många kyrkor som använder moderna musikstilar i sin lovsång väljer att forma egna lovsångsteam. Teamet består ofta av människor från församlingen som kan spela eller sjunga. Lovsångsteamets funktion är att hjälpa, uppmuntra och inspirera församlingen att tillbe och komma närmare Gud.

## Sättning
I takt med att nya musikstilar kommit in i gudstjänsterna genom lovsången har det också skett ett utbyte av vilka instrument som används. En typisk sättning för ett lovsångsteam består av en lovsångsledare som sjunger och spelar akustisk gitarr, backad av flera bakgrundssångare, kompade av bas, elpiano, trummor, percussion och elgitarrer. Det finns dock en stor bredd av sättningar och musikaliska inriktningar bland lovsångsteam och i stora församlingar finns ibland flera lovsångsteam med olika stil och målgrupp.